# Taemin (album)
TAEMIN – pierwszy japoński album studyjny Taemina, wydany 28 listopada 2018 roku przez Universal Music. Został wydany w trzech wersjach: regularnej i dwóch limitowanych. Osiągnął 2 pozycję w rankingu Oricon i pozostał na liście przez 6 tygodni, sprzedał się w nakładzie 65 780 egzemplarzy w Japonii.

## Lista utworów
| CD  | CD                                      | CD               | CD                                                                                                   | CD      |
| Nr  | Tytuł utworu                            | Tekst            | Muzyka                                                                                               | Długość |
| --- | --------------------------------------- | ---------------- | --- | ------- |
| 1.  | „ECLIPSE”                               | Sara Sakurai     | Andreas Johansson, Barbi Escobar, Costa Leon, Kenzie                                                 | 3:30    |
| 2.  | „Into the Rhythm”                       | Sara Sakurai     | Christoffer Lauridsen, Jimmy Claeson, Jon Asher                                                      | 3:15    |
| 3.  | „Drip Drop” (wer. japońska)             | Hidenori Tanaka  | Jamil “Digi” Chammas, Jonathan Perkins, Michael Jiminez, Sara Forsberg, Tay Jasper, Leven Kali, MZMC | 3:27    |
| 4.  | „Flame of Love”                         | Amon Hayashi     | Kanata Okajima, Andreas Oberg, Yuka Otsuki                                                           | 3:52    |
| 5.  | „Under My Skin”                         | Junji Ishiwatari | Cesar Peralta, Ryan Curtis, Ronnie Marinari                                                          | 3:46    |
| 6.  | „Danger” (wer. japońska)                | Hidenori Tanaka  | Thomas Troelsen, Remee S. Jackman                                                                    | 3:12    |
| 7.  | „Better Man”                            | Junji Ishiwatari | Christoffer Lauridsen, Jimmy Claeson, Jon Asher                                                      | 3:33    |
| 8.  | „Press Your Number” (wer. japońska)     | Sara Sakurai     | The Stereotypes, Bruno Mars, Philip Lawrence                                                         | 3:48    |
| 9.  | „Mars”                                  | MEG.ME           | Mans Ek, Matt Wong                                                                                   | 3:52    |
| 10. | „What's This Feeling”                   | Junji Ishiwatari | Andrew Choi, Coach, Sendo                                                                            | 3:41    |
| 11. | „Holy Water”                            | Sara Sakurai     | Didrik Thott, Andreas Ohrn, Chris Wahle                                                              | 3:40    |
| 12. | „Sayonara hitori” (jap. さよならひとり) | Sara Sakurai     | Yōko Hiramatsu, Denniz Jamm, Martin Rene                                                             | 3:31    |

| DVD (first press limited edition) | DVD (first press limited edition)                  | DVD (first press limited edition) |
| Nr                                | Tytuł utworu                                       | Długość                           |
| --------------------------------- | -------------------------------------------------- | --------------------------------- |
| 1.                                | „Danger (Korean Version)” (Music Video)            |                                   |
| 2.                                | „Drip Drop (Korean Version)” (Music Video)         |                                   |
| 3.                                | „Move (Korean Version)” (Music Video)              |                                   |
| 4.                                | „Sayonara hitori” (Music Video)                    |                                   |
| 5.                                | „Press Your Number (Korean Version)” (Music Video) |                                   |
| 6.                                | „Flame of Love” (Music Video)                      |                                   |
| 7.                                | „Under My Skin” (Music Video)                      |                                   |
| 8.                                | „Jacket & Music Video Shooting Sketch”             |                                   |

| DVD (fan club limited edition) | DVD (fan club limited edition) | DVD (fan club limited edition) |
| Nr                             | Tytuł utworu                   | Długość                        |
| ------------------------------ | ------------------------------ | ------------------------------ |
| 1.                             | „Move”                         |                                |
| 2.                             | „Sexuality”                    |                                |
| 3.                             | „Tiger”                        |                                |